# Popielów (gemeente)
De gemeente Popielów is een landgemeente in het Poolse woiwodschap Opole, in powiat Opolski (Silezië).
De zetel van de gemeente is in Popielów.
Op 30 juni 2004 telde de gemeente 8576 inwoners.

## Oppervlakte gegevens
In 2002 bedroeg de totale oppervlakte van gemeente Popielów 175,57 km², waarvan:
- agrarisch gebied: 45%
- bossen: 47%

De gemeente beslaat 11,06% van de totale oppervlakte van de powiat.

## Demografie
Stand op 30 juni 2004:
| Omschrijving                   | Totaal | Totaal | Vrouwen | Vrouwen | Mannen | Mannen |
| ------------------------------ | ------ | ------ | ------- | ------- | ------ | ------ |
| eenheid                        | aantal | %      | aantal  | %       | aantal | %      |
| inwoners                       | 8576   | 100    | 4393    | 51,2    | 4183   | 48,8   |
| bevolkingsdichtheid (inw./km²) | 48,8   | 48,8   | 25      | 25      | 23,8   | 23,8   |

In 2002 bedroeg het gemiddelde inkomen per inwoner 1401,2 zł.

## Plaatsen in de gemeente
De gemeente Popielów is onder te verdelen in de volgende plaatsen:
- Kaniów (Hirschfelde)
- Karłowice (Karlsmarkt)
- Kurznie (Kauern)
- Kuźnica Katowska (Alt Hammer)
- Lubienia (Sacken)
- Nowe Siołkowice (Neu Schalkowitz; 1936–45: Neu Schalkendorf)
- Popielowska Kolonia (Klink)
- Popielów (Alt Poppelau)
- Rybna (Riebnig)
- Stare Kolnie (Alt Köln)
- Stare Siołkowice (Alt Schalkowitz; 1936–45: Alt Schalkendorf)
- Stobrawa (Stoberau)

Daarnaast omvat de gemeente nog enkele plaatsen, die echter niet de officiële status van plaats hebben, zoals Kabachy (Kabachen), Wielopole (Wielepole; 1936–45: Großfelde) en Karłowiczki (Karlsburg).

## Aangrenzende gemeenten
Dąbrowa, Dobrzeń Wielki, Lewin Brzeski, Lubsza, Pokój, Skarbimierz, Świerczów